# Castros de Ávila
Relación de castros existentes en Ávila, España.

La cultura celta en Europa.

| Castro | Ubicación                 | Tamaño | Altitud        | Atribución cultural                 | ¿Cómo llegar? |
| Castro de las Cogotas Ofrece un doble recinto amurallado, el interior reforzado con bastiones de gran espesor. Al exterior se conservan restos de una línea de piedras hincadas para dificultar el ataque. El recinto interior protegía una serie de casas de medianiles comunes apoyadas en la muralla, que debieron corresponder a las elites del poblado. El recinto exterior, situado al sur, se dedicó a ferias de ganado y actividades artesanales, como fraguas y alfarerías. Según su superficie se calcula que albergarían unas 250 personas. En el exterior del castro, a unos 250 m de la muralla, se extendía una extensa necrópolis en la que se hallaron más de 1400 tumbas repartidas en 4 zonas. | Cardeñosa                 | 15 ha  | 1.156 m        | Bronce Final                        | A él se llega por el nuevo acceso que parte de Ávila hacia el embalse de Las Cogotas por la carretera N-403 en dirección a Valladolid; a 8 km de Ávila se toma un desvío en dirección oeste de la carretera y, después de recorrer 4 km, se llega al pie del cerro ocupado por el castro. |
| Castro de la Mesa de Miranda De todos los castros de Ávila, es el que mejor conserva sus murallas, de más de 2800 m de perímetro, que forman un triple recinto de unas 30 ha y, además, ha sido recientemente organizado para su visita. | Chamartín de la Sierra    | 30 ha  |                |                                     | A él se accede a 22 km por la carretera AV – 110, que parte de Ávila hacia el oeste paralela a la Sierra de Ávila por su vertiente norte. Se llega por un camino de unos 4 km |
| Castro de Ulaca Es el más impresionante de los castros vettones y uno de los oppida o ciudades fortificadas celtas de más interés de toda Europa por sus características. Tiene con diversos recintos cerrados por importantes murallas de más de 3.000 m de perímetro, aunque bastante arrasadas. Su interior conserva cimientos de numerosas casas y algunos monumentos muy singurales, como el “Altar”, labrado en un canchal de granito con escalones orientados hacia la Sierra de la Paramera, la “Fragua”, seguramente restos de una sauna ritual tallada en la roca, el “Torreón”, conjunto de grandes sillares pertenecientes a un gran edificio público levantado junto a la fuente principal del poblado, y varias canteras prerromanas que todavía conservan in situ parte de los sillares tal como fueron arrancados. | Villaviciosa - Solosancho | 60 ha  | más de 1.500 m | Hierro Abandonado hacia el 72 a. C. | A 20 km al sudoeste de la ciudad de Ávila por la carretera N-502 que atraviesa la Sierra de Gredos por el Puerto del Pico en dirección a Talavera de la Reina. |
| Castro del Raso En su interior se han excavado diversos barrios, con casas humildes y otras amplias y bien organizadas, con porches al exterior y hogares en la habitación central. Una de las casas se ha reconstruido recientemente para facilitar su compresión. Su población perduró desde el siglo V a. C. hasta época de Augusto y se calcula que oscilaría entre un mínimo de 500 personas y un máximo de 3000, siendo más probable que fueran en torno a un millar. Al exterior se han localizado diversas necrópolis y un santuario al dios local Vaelico, relacionado con el lobo como indica el actual nombre del lugar, “ Postoloboso “. | Candeleda                 | 20 ha  |                | S V a. C. hasta época de Augusto    | Desde Candeleda, siguiendo 5 km por la C-501 se toma una carretera local que se dirige la norte que después de 5 km nos conduce hasta El Raso, desde donde se alcanza sin dificultad el castro.                                                                                           |

## Páginas externas
- Castros y Verracos de Ávila
- Castros y Verracos

- Datos: Q2941528